# Ideopsis macra
Ideopsis macra är en fjärilsart som beskrevs av William Doherty 1891. Ideopsis macra ingår i släktet Ideopsis och familjen praktfjärilar. Inga underarter finns listade i Catalogue of Life.